# 瓦爾德布勒爾巴赫河

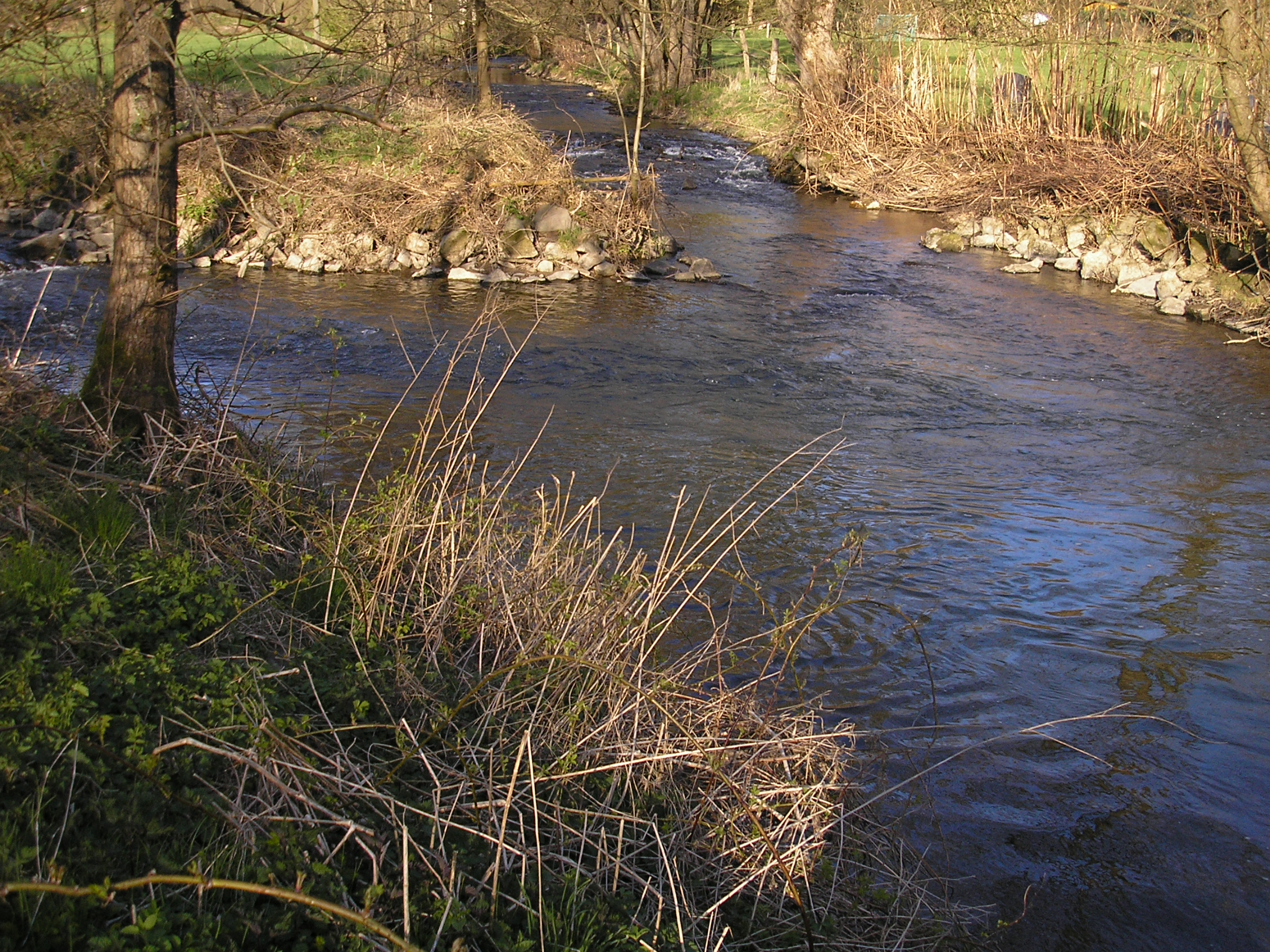
瓦爾德布勒爾巴赫河

50°50′14.87″N 7°24′51.53″E / 50.8374639°N 7.4143139°E
瓦爾德布勒爾巴赫河（德語：Waldbrölbach），是德國的河流，位於該國西部，流經北萊茵-威斯特法倫州，屬於布勒爾河的左支流，河道全長20.4公里，流域面積68平方公里。

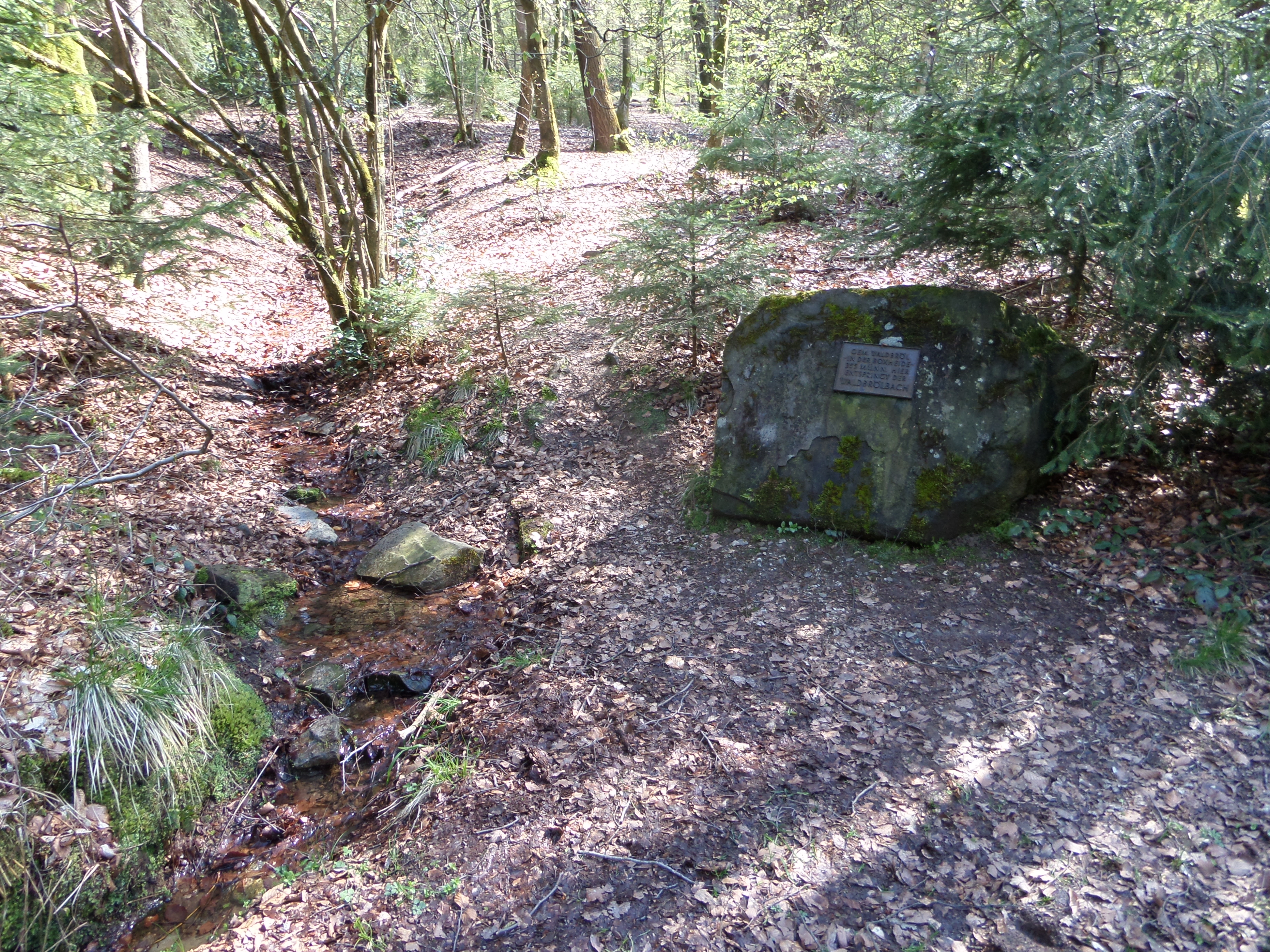
河景